# Adiantum terminatum
Adiantum terminatum là một loài thực vật có mạch trong họ Adiantaceae. Loài này được Kunze ex Miq. miêu tả khoa học đầu tiên năm 1843.